# En el tepidarium (John William Godward)
En el tepidarium (en inglés, In the Tepidarium) es uno de los escasos desnudos integrales del pintor británico John William Godward. Está realizado al óleo sobre lienzo (Roma, 1913) y sus dimensiones son de 98,5 x 48,5 cm.

## Boceto

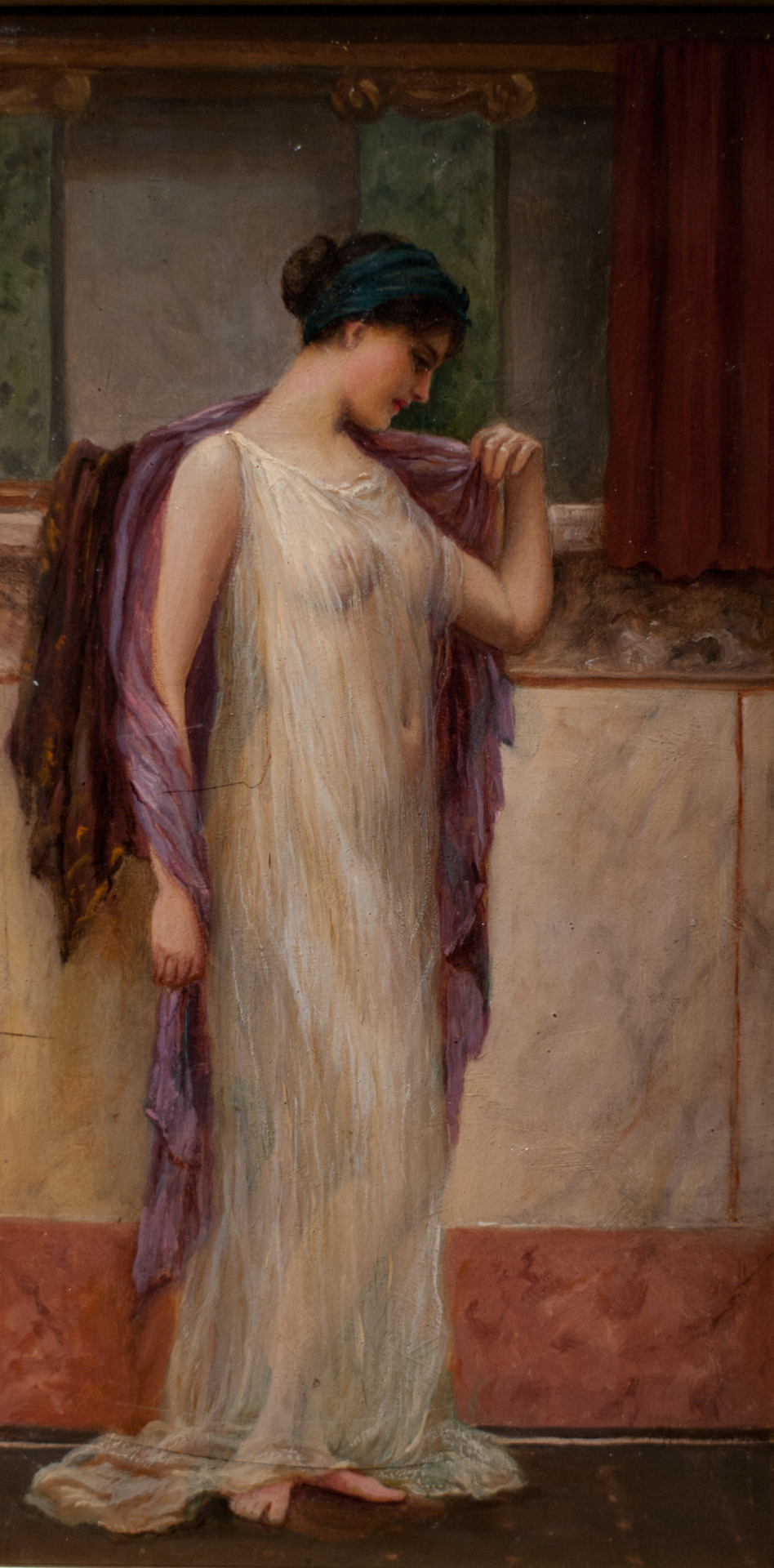
c. 1913 (estudio). 29,3 x 15,4 cm. Col. Pérez Simón, México.

Además de la pieza definitiva, se conoce un pequeño estudio sobre tabla (29,3 x 15,4 cm), propiedad del hombre de negocios mexicano de origen español Juan Antonio Pérez Simón. Del 25 de junio al 5 de octubre de 2014, dentro de la muestra Alma-Tadema y la pintura victoriana en la Colección Pérez Simón, estuvo expuesto en el Museo Thyssen-Bornemisza; se trató de la primera oportunidad que se tenía en España de contemplar una obra Godward.
Así como en otras ocasiones sucede lo contrario (la modelo que se muestra desnuda en el estudio preliminar aparece, al menos parcialmente, tapada en la obra definitiva), esta vez es la figura femenina que aparece ligeramente cubierta en el boceto la que se exhibe sin ropa en la pintura final.

## Modelo
Respecto al nombre (o apelativo) de la joven que aparece en la obra, hay ciertos indicios en el diario del artista William Russell Flint (1880-1969), quien se encuentra en Roma a finales de 1912. Tras elogiar la extrema cortesía de Godward, siempre dispuesto a hacer favores, se refiere a ella como «la modelo romana cuyo “nombre” podría traducirse al inglés como Sweetest Castaway» (en esp., «Dulcísima Náufraga» o «la más Dulce Náufraga»).

Lee Hankey me presentó a J. W. Godward en Roma. Fue extraordinariamente amable y servicial, sabía hacer muy bien su trabajo y no le importó enseñárnoslo. Pintaba doncellas griegas vestidas con sedas vaporosas, para lo que recurría a una joven romana cuyo nombre en inglés significaba Sweetest Castaway.

Esta belleza era una estrella entre las modelos […]
La Dulcísima Náufraga era una recatada muchacha de mandíbula prominente que, sobre todo, sabía sacar el máximo provecho a su vida. Aceptaba cuantos regalos le hacían tanto los pintores viejos como los principiantes para los que posaba. De vuelta del extranjero, vino con un cuantioso botín de muebles y artículos para el hogar. Vivía con su extensa familia (padre, madre y seis hermanos y hermanas) en la única habitación de una casa tan sumamente pequeña que todos dormían —los mayores a lo largo y los pequeños en los laterales— en la misma cama: el inmenso letto matrimoniale de Italia.

Vigilaba atentamente sus pertenencias o, más bien, las guardaba lejos del alcance de su familia colgándolas del techo. Lo colgaba todo: sillas, mesas, un máquina de coser, alfombras y sábanas, cuidadosamente envueltas en papel de periódico engomado para mantener las polillas a raya, y todo tipo de bultos. El efecto debe de haber sido peculiar. Bajo ningún concepto, eran para ser usadas y estropeadas por su familia antes de que se las llevara, en un futuro, a su propia casa.